# 7.ª etapa del Giro de Italia 2022
La 7.ª etapa del Giro de Italia 2022 tuvo lugar el 13 de mayo de 2022 entre Diamante y Potenza sobre un recorrido de 196 km. El vencedor fue el neerlandés Koen Bouwman del equipo Jumbo-Visma y el español Juan Pedro López mantuvo el liderato una jornada más.

## Clasificación de la etapa
| Diamante - Potenza | etapa de media montaña | (196 km) |

| \| Clasificación de la etapa \| Clasificación de la etapa \| Clasificación de la etapa \| Clasificación de la etapa \| Clasificación de la etapa \| \| Ciclista \| Ciclista \| Equipo \| Tiempo \| \| \| ------------------------- \| ------------------------- \| ------------------------- \| ------------------------- \| ------------------------- \| \| 1.º \| Koen Bouwman \| Jumbo-Visma \| 5 h 12 min 30 s \| \| \| 2.º \| Bauke Mollema \| Trek-Segafredo \| + 2 s \| \| \| 3.º \| Davide Formolo \| UAE Team Emirates \| + 2 s \| \| \| 4.º \| Tom Dumoulin \| Jumbo-Visma \| + 19 s \| \| \| 5.º \| Davide Villella \| Cofidis \| + 2 min 25 s \| \| \| 6.º \| Lennard Kämna \| Bora-Hansgrohe \| + 2 min 59 s \| \| \| 7.º \| Vincenzo Albanese \| Eolo-Kometa \| + 2 min 59 s \| \| \| 8.º \| João Almeida \| UAE Team Emirates \| + 2 min 59 s \| \| \| 9.º \| Alejandro Valverde \| Movistar Team \| + 2 min 59 s \| \| \| 10.º \| Richard Carapaz \| Ineos Grenadiers \| + 2 min 59 s \| \| |                    |                   |                 |
| |                    |                   |                 |
| Fuente: ProCyclingStats |                    |                   |                 |
| Clasificación de la etapa |                    |                   |                 |
| Ciclista | Ciclista           | Equipo            | Tiempo          |
| 1.º | Koen Bouwman       | Jumbo-Visma       | 5 h 12 min 30 s |
| 2.º | Bauke Mollema      | Trek-Segafredo    | + 2 s           |
| 3.º | Davide Formolo     | UAE Team Emirates | + 2 s           |
| 4.º | Tom Dumoulin       | Jumbo-Visma       | + 19 s          |
| 5.º | Davide Villella    | Cofidis           | + 2 min 25 s    |
| 6.º | Lennard Kämna      | Bora-Hansgrohe    | + 2 min 59 s    |
| 7.º | Vincenzo Albanese  | Eolo-Kometa       | + 2 min 59 s    |
| 8.º | João Almeida       | UAE Team Emirates | + 2 min 59 s    |
| 9.º | Alejandro Valverde | Movistar Team     | + 2 min 59 s    |
| 10.º | Richard Carapaz    | Ineos Grenadiers  | + 2 min 59 s    |

## Clasificaciones al final de la etapa

### Clasificación general(Maglia Rosa)
| \| Clasificación general \| Clasificación general \| Clasificación general \| Clasificación general \| Clasificación general \| \| Ciclista \| Ciclista \| Equipo \| Tiempo \| \| \| --------------------- \| --------------------- \| ---------------------------------- \| --------------------- \| --------------------- \| \| 1.º \| Juan Pedro López \| Trek-Segafredo \| 28 h 39 min 05 s \| \| \| 2.º \| Lennard Kämna \| Bora-Hansgrohe \| + 38 s \| \| \| 3.º \| Rein Taaramäe \| Intermarché-Wanty-Gobert Matériaux \| + 58 s \| \| \| 4.º \| Simon Yates \| BikeExchange-Jayco \| + 1 min 42 s \| \| \| 5.º \| Mauri Vansevenant \| Quick-Step Alpha Vinyl \| + 1 min 47 s \| \| \| 6.º \| Wilco Kelderman \| Bora-Hansgrohe \| + 1 min 55 s \| \| \| 7.º \| João Almeida \| UAE Team Emirates \| + 1 min 58 s \| \| \| 8.º \| Pello Bilbao \| Bahrain Victorious \| + 2 min 00 s \| \| \| 9.º \| Richie Porte \| Ineos Grenadiers \| + 2 min 04 s \| \| \| 10.º \| Romain Bardet \| Team DSM \| + 2 min 06 s \| \| |                   |                                    |                  |
| |                   |                                    |                  |
| Fuente: ProCyclingStats |                   |                                    |                  |
| Clasificación general |                   |                                    |                  |
| Ciclista | Ciclista          | Equipo                             | Tiempo           |
| 1.º | Juan Pedro López  | Trek-Segafredo                     | 28 h 39 min 05 s |
| 2.º | Lennard Kämna     | Bora-Hansgrohe                     | + 38 s           |
| 3.º | Rein Taaramäe     | Intermarché-Wanty-Gobert Matériaux | + 58 s           |
| 4.º | Simon Yates       | BikeExchange-Jayco                 | + 1 min 42 s     |
| 5.º | Mauri Vansevenant | Quick-Step Alpha Vinyl             | + 1 min 47 s     |
| 6.º | Wilco Kelderman   | Bora-Hansgrohe                     | + 1 min 55 s     |
| 7.º | João Almeida      | UAE Team Emirates                  | + 1 min 58 s     |
| 8.º | Pello Bilbao      | Bahrain Victorious                 | + 2 min 00 s     |
| 9.º | Richie Porte      | Ineos Grenadiers                   | + 2 min 04 s     |
| 10.º | Romain Bardet     | Team DSM                           | + 2 min 06 s     |

### Clasificación por puntos(Maglia Ciclamino)
| Clasificación por puntos | Clasificación por puntos | Clasificación por puntos           | Clasificación por puntos | Clasificación por puntos |
| Ciclista                 | Ciclista                 | Equipo                             | Puntos                   |                          |
| ------------------------ | ------------------------ | ---------------------------------- | ------------------------ | ------------------------ |
| 1.º                      | Arnaud Démare            | Groupama-FDJ                       | 147 pts                  |                          |
| 2.º                      | Biniam Girmay            | Intermarché-Wanty-Gobert Matériaux | 94 pts                   |                          |
| 3.º                      | Mark Cavendish           | Quick-Step Alpha Vinyl             | 78 pts                   |                          |
| 4.º                      | Mathieu van der Poel     | Alpecin-Fenix                      | 62 pts                   |                          |
| 5.º                      | Fernando Gaviria         | UAE Team Emirates                  | 54 pts                   |                          |
| 6.º                      | Giacomo Nizzolo          | Israel-Premier Tech                | 54 pts                   |                          |
| 7.º                      | Filippo Tagliani         | Drone Hopper-Androni Giocattoli    | 45 pts                   |                          |
| 8.º                      | Caleb Ewan               | Lotto-Soudal                       | 43 pts                   |                          |
| 9.º                      | Phil Bauhaus             | Bahrain Victorious                 | 30 pts                   |                          |
| 10.º                     | Koen Bouwman             | Jumbo-Visma                        | 27 pts                   |                          |

### Clasificación de la montaña(Maglia Azzurra)
| Clasificación de la montaña | Clasificación de la montaña | Clasificación de la montaña        | Clasificación de la montaña | Clasificación de la montaña |
| Ciclista                    | Ciclista                    | Equipo                             | Puntos                      |                             |
| --------------------------- | --------------------------- | ---------------------------------- | --------------------------- | --------------------------- |
| 1.º                         | Koen Bouwman                | Jumbo-Visma                        | 68 pts                      |                             |
| 2.º                         | Lennard Kämna               | Bora-Hansgrohe                     | 43 pts                      |                             |
| 3.º                         | Wout Poels                  | Bahrain Victorious                 | 27 pts                      |                             |
| 4.º                         | Davide Formolo              | UAE Team Emirates                  | 25 pts                      |                             |
| 5.º                         | Bauke Mollema               | Trek-Segafredo                     | 20 pts                      |                             |
| 6.º                         | Mirco Maestri               | Eolo-Kometa                        | 18 pts                      |                             |
| 7.º                         | Juan Pedro López            | Trek-Segafredo                     | 18 pts                      |                             |
| 8.º                         | Rein Taaramäe               | Intermarché-Wanty-Gobert Matériaux | 12 pts                      |                             |
| 9.º                         | Tom Dumoulin                | Jumbo-Visma                        | 11 pts                      |                             |
| 10.º                        | Sylvain Moniquet            | Lotto-Soudal                       | 9 pts                       |                             |

### Clasificación de los jóvenes(Maglia Bianca)
| Clasificación del mejor joven | Clasificación del mejor joven | Clasificación del mejor joven | Clasificación del mejor joven | Clasificación del mejor joven |
| Ciclista                      | Ciclista                      | Equipo                        | Tiempo                        |                               |
| ----------------------------- | ----------------------------- | ----------------------------- | ----------------------------- | ----------------------------- |
| 1.º                           | Juan Pedro López              | Trek-Segafredo                | 28 h 39 min 05 s              |                               |
| 2.º                           | Mauri Vansevenant             | Quick-Step Alpha Vinyl        | + 1 min 47 s                  |                               |
| 3.º                           | João Almeida                  | UAE Team Emirates             | + 1 min 58 s                  |                               |
| 4.º                           | Thymen Arensman               | Team DSM                      | + 2 min 15 s                  |                               |
| 5.º                           | Santiago Buitrago             | Bahrain Victorious            | + 2 min 18 s                  |                               |
| 6.º                           | Iván Ramiro Sosa              | Movistar Team                 | + 3 min 05 s                  |                               |
| 7.º                           | Pavel Sivakov                 | Ineos Grenadiers              | + 3 min 14 s                  |                               |
| 8.º                           | Tobias Foss                   | Jumbo-Visma                   | + 4 min 14 s                  |                               |
| 9.º                           | Gijs Leemreize                | Jumbo-Visma                   | + 5 min 19 s                  |                               |
| 10.º                          | Felix Gall                    | AG2R Citroën Team             | + 6 min 48 s                  |                               |

### Clasificación por equipos"Súper team"
| Clasificación por equipos | Clasificación por equipos          | Clasificación por equipos | Clasificación por equipos |
| Equipo                    | Equipo                             | Tiempo                    |                           |
| ------------------------- | ---------------------------------- | ------------------------- | ------------------------- |
| 1.º                       | Trek-Segafredo                     | 86 h 00 min 38 s          |                           |
| 2.º                       | Bora-Hansgrohe                     | + 10 s                    |                           |
| 3.º                       | Jumbo-Visma                        | + 1 min 10 s              |                           |
| 4.º                       | Intermarché-Wanty-Gobert Matériaux | + 2 min 27 s              |                           |
| 5.º                       | Bahrain Victorious                 | + 3 min 13 s              |                           |
| 6.º                       | Ineos Grenadiers                   | + 3 min 31 s              |                           |
| 7.º                       | BikeExchange-Jayco                 | + 3 min 36 s              |                           |
| 8.º                       | Movistar Team                      | + 9 min 47 s              |                           |
| 9.º                       | Astana Qazaqstan Team              | + 9 min 53 s              |                           |
| 10.º                      | Team DSM                           | + 10 min 36 s             |                           |

## Abandonos
- Michael Mørkøv (Quick-Step Alpha Vinyl), con fiebre, no tomó la salida.[2]
- Owain Doull (EF Education-EasyPost) no completó la etapa como consecuencia de una caída.[3]
- Sergio Samitier (Movistar Team) no completó la etapa como consecuencia de una caída.[3]
- Samuele Zoccarato (Bardiani-CSF-Faizanè) no completó la etapa como consecuencia de una caída.[3]